# Steve Francis (calciatore)
Stephen Stuart Francis, più conosciuto con il diminutivo Steve Francis (Billericay, 29 maggio 1964) è un ex calciatore inglese, di ruolo portiere.

## Carriera
Esordisce tra i professionisti con il Chelsea, all'epoca militante nella seconda divisione inglese, all'età di 17 anni, nel 1981; nonostante la giovane età riesce ad imporsi come portiere titolare del club, restando tale fino all'arrivo in squadra del gallese Eddie Niedzwiecki nell'estate del 1983. Sia nella stagione 1983-1984, conclusa con la vittoria del campionato e quindi con la promozione in prima divisione, che nel triennio seguente in massima serie è invece la riserva di quest'ultimo: in massima serie gioca infatti solamente 6 partite totali nell'arco di un triennio, riuscendo in compenso a giocare da titolare nella vittoriosa finale della Full Members Cup nella stagione 1985-1986. Lascia il club nell'estate del 1987 dopo complessive 88 presenze in partite ufficiali, 71 delle quali in campionato (6 in prima divisione e 65 in seconda divisione).
Il suo successivo club è il Reading, di cui è il portiere titolare per sei stagioni consecutive, dal 1987 al 1993: nella stagione 1987-1988 gioca in seconda divisione e vince una seconda Full Members Cup, mentre nel quinquennio successivo gioca in terza divisione. Nell'estate del 1993, dopo complessive 216 partite di campionato con i Royals, viene ceduto all'Huddersfield Town, altro club di terza divisione. Trascorre altre quattro stagioni giocando stabilmente da titolare con i Terriers: in particolare, dal 1993 al 1995 gioca in terza divisione, mentre dal 1995 al 1997 in seconda divisione, categoria in cui continua poi a militare con un ruolo minore fino al gennaio del 1999: nel corso della stagione 1997-1998 gli vengono infatti preferiti sia Vince Bartram che Steve Harper, entrambi arrivati in prestito, mentre dall'estate del 1998 in poi il titolare diventa il neoacquisto Nico Vaesen. Nel gennaio del 1999, dopo 186 presenze in campionato con il club, Francis viene quindi ceduto al Northampton Town, club di terza divisione, dove di fatto continua però ad essere una riserva, giocando solamente 3 partite e ritirandosi a fine stagione, all'età di 35 anni.
In carriera ha giocato complessivamente 476 partite nei campionati della Football League.

## Palmarès

### Club

#### Competizioni nazionali
- Campionato inglese di seconda divisione: 1

Chelsea: 1983-1984
- Full Members Cup: 2

Chelsea: 1985-1986
Reading: 1987-1988